# Gorenje Jezero
Gorenje Jezero je naselje v Občini Cerknica.

## Prebivalstvo
Etnična sestava 1991:
- Slovenci: 70 (86,4 %)
- Hrvati: 1 (1,2 %)
- Srbi: 1 (1,2 %)
- Jugoslovani: 1 (1,2 %)
- Neznano: 8 (9,9 %)